# Youngstown (Alberta)
Youngstown es un pueblo canadiense situado en la provincia de Alberta.

## Superficie
Youngstown tiene una superficie de 1,11 km².

## Demografía
En 2021, tenía 171 habitantes, una densidad poblacional de 154,7 hab./km², y 95 viviendas.